# Révfy Zoltán
Révfy Zoltán (Baja, 1969. július 1. –) ügyvéd, politikus, 2006-2010 között Baja polgármestere a Fidesz-KDNP színeiben.

## Pályafutása
Baján, a III. Béla Gimnáziumban érettségizett 1987-ben. A sorkatonai szolgálat elvégzése után, 1988-1993-ig Szegeden, a József Attila Tudományegyetemen folytatott jogi tanulmányokat, majd a jogi diploma megszerzése után visszatért Bajára, ahol a jogi szakvizsga letételét követően egyéni ügyvédként dolgozott.
2002 októberében a Fidesz színeiben egyéni jelöltként bekerült a városi képviselő-testületbe, ahol négy évig az Ügyrendi, Jogi és Közbiztonsági Bizottság elnökeként és frakcióvezetőként tevékenykedett.
A 2006. október 1. napján megtartott önkormányzati választáson, a rendszerváltást követő voksolások történetének legtöbb szavazatával Baja város polgármesterévé választották.
Polgármesterségének ideje alatt a város jelentős sikereket ért el uniós pályázatokon, a város intézményrendszere átalakult.
A 2010-es önkormányzati választásokon  pártja nem őt jelölte a városvezetői székbe, hanem a város és térség Fideszes országgyűlési képviselőjét, Zsigó Róbertet.
Ügyvédként dolgozik Baján, a helyi- és országos politikából visszavonult. Három gyermeke van.